# Drassyllus adocetus
Drassyllus adocetus är en spindelart som beskrevs av Chamberlin 1936. Drassyllus adocetus ingår i släktet Drassyllus och familjen plattbuksspindlar. Inga underarter finns listade i Catalogue of Life.